# Mine de Skouries
La mine de Skouries est une mine à ciel ouvert et souterraine d’or et de cuivre en cours de construction située en Grèce en Macédoine-Centrale, au milieu de la forêt de Skouries sur la montagne Kakavos, principale réserve en eau douce de la région. 
Elle est exploitée par la société Hella Gold, filiale à 95 % d'European Goldfields, acquise en 2011 par Eldorado Gold. La mine fait l'objet de polémiques, tant environnementales que financières et devient un enjeu politique en Grèce à l'échelle nationale. La mine pourrait générer à terme un cratère d'environ 700 mètres de diamètre,.
Les galeries de la mine seraient creusées en dessous du niveau de la mer, ce qui pourrait entrainer la contamination de l'eau douce par l'eau de mer.

## Chronologie
(juin 2018).
La mine de Skouries est objet en 2003, d'une important scandale financier, lorsque l'État grec acquiert pour 11 millions d'euros la mine à TVX Hellas alors en faillite, filiale de Kinross Gold, puis la revend le jour même pour le même prix à Hella Gold. En 2009, après une enquête, la Commission européenne demande à la Cour de justice de l'Union européenne de se pencher sur cette affaire. Celle-ci juge en 2011 que la transaction est illégale, constitue une subvention détournée et demande à Hella Gold de payer 15,34 millions d'euros à l'État grec. Ce dernier et Hella Gold font appel de la décision et sont déboutés.
En 2012, des heurts surviennent dans la mine où des gardes sont aspergés d'essence par des opposants.
En 2014, la mine obtient l'autorisation de déboiser ses terrains, à la suite d'une loi.
En 2015, à la suite de la prise de pouvoir par Syriza, les opérations sur la mine sont suspendues,.